# أنغامي
أنغامي هو موقع بث حي للموسيقى متوفر على أغلب أنظمة التشغيل والأول من نوعه في الشرق الأوسط، حيث أنه يحتوي على أكبر موسوعة من الأغاني وأكبر تركيزه على الأغاني العربية. وتُعتبر اليوم المنصّة الموسيقيّة الأولى في منطقة الشرق الأوسط وشمال أفريقيا، مع مكتبتها الموسيقيّة الضخمة الّتي تحوي أكثر من 20 مليون أغنية متوفّرة لأكثر من 33 مليون مستخدِمًا.
تتميّز أنغامي بمكتبتها الموسيقيّة المرخّصة والمستمدّة من كبرى شركات الإنتاج العربيّة مثل: روتانا، بلاتينيوم ريكوردز، مزيكا وميلودي وغيرها، إضافةً إلى شركات الإنتاج العالميّة الرائدة مثل: يونيفرسال، ٍسوني، إيمي ، و وارنر برذرز.

## نبذة تاريخية
تأسست في عام 2012 من قبل إيدي مارون وإيلي حبيب ، فريق من عشاق الموسيقى والتكنولوجيا ،وفي نوفمبر 2023 أعلنت (+OSN) و"أنغامي" (Anghami Inc)،عن اندماجهما لإنشاء واحدة من أكبر شركات خدمات البث الترفيهي في الشرق الأوسط. أنغامي هي شركة لها فروع ومكاتب في بيروت ودبي والقاهرة والرياض. وهي تقدم خدماتها بشكل أساسي لجمهور الشرق الأوسط وشمال إفريقيا وهي متوفرة في جميع أنحاء القارة لجلب موسيقى غير محدودة إلى الشتات العربي.يتمتع إيدي بخبرة تزيد عن 10 سنوات في العمل في مجال الترفيه والموسيقى وصناعة الهواتف المحمولة. طوال حياته المهنية ، أقام علاقات وثيقة مع شركات الموسيقى ومشغلي الهواتف المحمولة ، وأدى إلى جذب الجماهير في جميع أنحاء المنطقة باستخدام لوحة المفاتيح الخاصة به.إيلي خبير تقني أطلق العديد من الشركات الناشئة في مجال الهواتف المحمولة. لديه خبرة واسعة في إدارة وبناء منصات كبيرة لشركات الاتصالات وبناء علاقات إستراتيجية مع المشغلين. في أكتوبر 2012 ، وقعت أنغامي شراكة إستراتيجية حصرية مع مجموعة إم بي سي الرائدة (www.mbc.net) ، المجموعة الإعلامية الأولى في الشرق الأوسط ، والتي تجلب أكبر عرض إعلامي على الإطلاق لخدمة موسيقية مماثلة. تهدف الجهود المشتركة إلى زيادة القيمة والعائدات لصناعة الموسيقى لكسب القرصنة.يتم تمويل ودعم أنغامي من قبل شركة في سي الإقليمية "Middle East Venture Partners" (www.mevp.com) التي تقود أكبر استثمار للموسيقى الرقمية على الإطلاق في الشرق الأوسط.أنغامي ، اليوم ، هي المنصة الموسيقية الأولى في منطقة الشرق الأوسط وشمال إفريقيا مع أكبر كتالوج يضم أكثر من 30 مليون أغنية متاحة لأكثر من 70 مليون مستخدم.
أنغامي هي منصة الموسيقى الرائدة في الشرق الأوسط والتي توفر تجربة سلسة للاستماع إلى الموسيقى غير المحدودة أثناء التنقل على هاتفك المحمول. مع ملايين الأغاني التي يمكن البحث منها ، والبث ، والتنزيل والمشاركة ، تجعل أنغامي الاستماع إلى الموسيقى ممتعًا مرة أخرى
أنغامي هي مركز الموسيقى الذي يمكنك من خلاله تشغيل أي أغنية أو ألبوم عربي وعالمي أينما كنت - في سيارتك أو في صالة الألعاب الرياضية أو على الشاطئ. يمكنك أيضًا اكتشاف موسيقى جديدة لفنانينك المفضلين ، ومشاركة مساراتك المفضلة في الوقت الفعلي مع الأصدقاء على الشبكات الاجتماعية ، وتنزيل أي عدد تريده من الأغاني للتشغيل في وضع عدم الاتصال. لن تشعر الرحلات بالطول مرة أخرى!
أنغامي تعرض محتوى مرخص من شركات عربية رائدة مثل Platinum Records و Mazzika و Melody وغيرها الكثير تقدم Anghami أيضًا موسيقى من العلامات التجارية العالمية الكبرى مثل Universal و Sony و EMI و Warner وترخص باستمرار محتوى جديدًا لتجلب لك تجربة كاملة من المجمعين الكبار على سبيل المثال لا الحصر Believe و ArpuPlus و MT2 و Info2cell ...

## مميزات التطبيق
في منطقة تهيمن فيها القرصنة على الموسيقى ، تأتي أنغامي لملء هذه الفجوة من خلال تقديم بديل قانوني للموسيقى بطريقة ممتعة مع التأكد من تطبيق نموذج يكافئ الفنانين والعلامات التجارية بشكل عادل.
التعريف بأنغامي: مستقبل استهلاك الموسيقى الرقمية والخدمة الأولى من نوعها في الشرق الأوسط وشمال إفريقيا.

### غير مجاني
برنامج أنغامي هو برنامج نصف مجاني حيث يجب دفع اشتراك شهري حتى يسمح للمشتركين بتحميل المحتوى من المتجر الخاص بنوع الهاتف الخاص بك فإذا كان نوع الهاتف أندرويد يمكنك تحميله من متجر جوجل بلاي وإذا كان نوع هاتفك أبل أو أيباد يمكنك تحميله من متجر أبل ستور وإذا كان نوع هاتفك بلاك بيري يمكنك تحميله من متجر بلاك بيري ورلد بالإضافة الي امكانية تحميله علي جهاز الكمبيوتر أو اللابتوب عن طريق الرابط المباشر أسفل هذا الموضوع.

### البساطة والسهولة
يتمتع برنامج أنغامي للكمبيوتر الموبايل بالبساطة والسهولة حيث يتمتع بتصميم مميز ذو شكل مريح وجذاب وسهل الاستخدام حيث يمكنك استخدام البرنامج بدون أي خبرة سابقة وكما تم التوضيح في الأعلى أنه ينقسم الي أربعة أقسام مما يجعل من السهل الوصول لما تريد بسهولة ويساعدك في إكتشاف الأغاني الجديدة ومشاركتها عبر مواقع التواصل الإلكتروني مثل الفيس بوك وغيرة.

### اللغات
يوفر برنامج أنغامي العديد من اللغات نظراً لإنتشارة الواسع والكبير في جميع الدول في الشرق الأوسط ولانه التطبيق الأول في البرامج الغنائية ولإحتوائه علي منصة عرض كبيرة للأغاني فهو يدعم اللغات مثل اللغة العربية والإنجليزية والفرنسية وغيرها من اللغات حتي تتناسب مع جميع مستخدمي برنامج انغامي اخر إصدار الجديد للاندرويد وغيره من الاجهزه سواء كان علي الهاتف المحمول أو علي اللابتوب أو الكمبيوتر الخاص بك .

### الدعم
يدعم تطبيق أنغامي عدد كبير من أجهزة الموبايل المتاحة في الوقت الحالي بمختلف أنظمتها مثل أجهزة الموبايل الجالكسي والأندرويد والأيفون والسوني والنوكيا والنسخة الخاصة به علي جهاز بلاك بيري وأيضاً النسخ المتوفرة علي الكمبيوتر أو اللابتوب فهو يدعم أنظمه كثيره مختلفة مثل وينوز فون وماك وويندوز 7 وويندوز10 واكس بي وغيرها.

## توب أنغامي

### الشركات المحلية والعالمية في انغامي
| الشركات عربية    | العلامات التجارية العالمية الكبرى |
| ---------------- | --------------------------------- |
| Platinum Records | Universal                         |
| Mazzika          | Sony                              |
| Melody           | EMI                               |
| -                | Warner                            |

### المطربين الأكثر إستماعاً
| المرتبة | المطرب           | عدد مرات الإستماع |
| ------- | ---------------- | ----------------- |
| 1       | عمرو دياب        | 621 مليون         |
| 2       | إليسا            | 523 مليون         |
| 3       | فيروز            | 380 مليون         |
| 4       | نانسي عجرم       | 339 مليون         |
| 5       | تامر حسني        | 312 مليون         |
| 6       | ناصيف زيتون      | 304 مليون         |
| 7       | وائل كفوري       | 277 مليون         |
| 8       | شيرين عبد الوهاب | 241 مليون         |
| 9       | حسين الجسمي      | 214 مليون         |
| 10      | أصالة نصري       | 214 مليون         |

### المطربين الأكثر متابعة
| المرتبة | المطرب           | عدد المتابعين |
| ------- | ---------------- | ------------- |
| 1       | إليسا            | 16 مليون      |
| 2       | نانسي عجرم       | 14.8 مليون    |
| 3       | تامر حسني        | 12.1 مليون    |
| 4       | شيرين عبد الوهاب | 11 مليون      |
| 5       | عمرو دياب        | 11.8 مليون    |
| 6       | حسين الجسمي      | 10.4 مليون    |
| 7       | ناصيف زيتون      | 9.6 مليون     |
| 8       | سعد لمجرد        | 8.6 مليون     |
| 9       | فيروز            | 8 مليون       |
| 10      | أصالة نصري       | 6.7 مليون     |

### الأغاني الأكثر إستماعاً
| المرتبة | المطرب      | الأغنية          | عدد مرات الإستماع | سنة الإنتاج |
| ------- | ----------- | ---------------- | ----------------- | ----------- |
| 1       | أبو & يسرا  | ثلاث دقات        | 30.3 مليون        | 2017        |
| 2       | سعد المجرد  | لمعلم            | 30 مليون          | 2015        |
| 3       | إليسا       | حالة حب          | 25.4 مليون        | 2014        |
| 4       | إليسا       | عكس إللي شايفنها | 22.83 مليون       | 2016        |
| 5       | نانسي عجرم  | عم بتعلق فيك     | 22.5 مليون        | 2017        |
| 6       | ناصيف زيتون | قدا وقدود        | 21.51 مليون       | 2015        |
| 7       | ناصيف زيتون | بربك             | 21.35 مليون       | 2016        |
| 8       | إليسا       | سهرنا يا ليل     | 20.05 مليون       | 2016        |
| 9       | ناصيف زيتون | نامي ع صدري      | 20.03 مليون       | 2015        |
| 10      | إليسا       | ياريت            | 19.70 مليون       | 2016        |

## وصلات خارجية
- الموقع الرسمي
- أنغامي على موقع Google Play (الإنجليزية)